# Thor von Waldstein
Thor von Waldstein (* 7. November 1959 in Mannheim) ist ein deutscher Rechtsanwalt und Publizist der Neuen Rechten. Er war von 1979 bis 1982 Vorsitzender des rechtsextremen Nationaldemokratischen Hochschulbundes (NHB).

## Herkunft und Studium
Thor von Waldstein wurde 1959 als Sohn des Rechtsanwaltes Sigwalt von Waldstein in Mannheim geboren, der ab 1973 zeitweilig dem Bundesvorstand der NPD angehörte. Sein Vater ist u. a. durch „nationalrevolutionäre“ Äußerungen aufgefallen.
Er besuchte nach eigenen Aussagen das Lessinggymnasium seiner Heimatstadt. Von 1978 bis 1985 studierte von Waldstein Rechtswissenschaft sowie Geschichte, Philosophie, Politikwissenschaft und Soziologie an der Ludwig-Maximilians-Universität in München. 1985 legte er das erste juristische Staatsexamen ab. Ab 1986 absolvierte er das Referendariat (bis 1988) in den Landgerichtsbezirken Waldshut-Tiengen und Baden-Baden und arbeitete an seiner Dissertation. 1988 war er kurzzeitig bei der Deutschen Auslandshandelskammer Indien in Bombay und Madras tätig und legte das zweite juristische Staatsexamen ab.
Im Jahre 1989 wurde er bei dem Politikwissenschaftler Bernard Willms, der als ein Vordenker der Neuen Rechten gilt, an der Ruhr-Universität Bochum mit der Dissertation Die Pluralismuskritik in der Staatslehre von Carl Schmitt zum Dr. rer. soc. promoviert; Zweitgutachter war Wilhelm Bleek. Im Vorwort dankt er ausdrücklich Hans-Dietrich Sander, einem rechtsextremen Publizisten, der sein Interesse an dem 1985 verstorbenen Staatsrechtler und politischen Philosophen geweckt habe.
1991/1992 folgte eine Promotion bei Günther Wüst an der Juristischen Fakultät der Universität Mannheim zum Dr. iur. mit der Arbeit über Das Verklarungsverfahren im Binnenschiffahrtsrecht; Zweitgutachter war der Fakultätsbeauftragte für Binnenschifffahrtsrecht, Günther Wiese.

## Anwaltliche Tätigkeit
1989 ließ er sich als Rechtsanwalt in Mannheim nieder, spezialisiert auf Schifffahrtsrecht, und trat als Prozessvertreter vor dem Europäischen Gerichtshof (EuGH) auf. Außerdem wurde er u. a. Mitautor eines Gesetzeskommentars, der 2007 in der fünften Auflage erschien und als Standardwerk in diesem Bereich gilt, sowie Korrespondent des Fachmagazins Schiffahrt und Technik.
Neben seiner Tätigkeit als Wirtschaftsanwalt verteidigte er auch mehrere Personen aus der rechtsextremen Szene. Internationale Beachtung fand 1994 sein Mandat (gemeinsam mit Hajo Herrmann) für den amerikanischen Holocaust-Leugner Fred Leuchter. In diesem Zusammenhang bezeichnete ihn der Fachjournalist Rainer Fromm als „rechtsradikalen“ Anwalt.
Weitere Mandanten waren u. a. 1998 der Herausgeber der rechtsextremen Zeitschrift Staatsbriefe, Hans-Dietrich Sander, 2004 die Töchter des NS-Ministers Fritz Todt und 2007 der rechtsextreme und geschichtsrevisionistische Verleger Wigbert Grabert.

## Politik in der damaligen NPD
Von Waldstein interessierte sich als Student für die extrem rechte französische Nouvelle Droite, wie er selbst angibt. Er war von 1979 bis 1982 Vorsitzender der Studentenorganisation Nationaldemokratischer Hochschulbund (NHB) der Partei Die Heimat (damals noch NPD) und wurde 1984 von der damals durch Martin Mußgnug geleiteten rechtsextremen und in Teilen neonazistischen Nationaldemokratischen Partei Deutschlands (NPD) als Kandidat (Listenplatz 6) zur Wahl des Europäischen Parlaments aufgestellt. Die Partei erreichte 0,8 Prozent der Stimmen und verpasste den Einzug. Zeitweilig war er auch stellvertretender Bundesvorsitzender der NPD-Jugendorganisation Junge Nationaldemokraten (JN). 1982 war er gemeinsam mit einer NPD-Landtagskandidatin Mitinitiator der als rassistisch gewerteten Bayerischen Liste für Ausländerstopp im Umfeld der Partei.

## Publizistik und Referententätigkeit in der Neuen Rechten
Nach dem Sozialwissenschaftler Alexander Häusler vom Forschungsschwerpunkt Rechtsextremismus/Neonazismus der FH Düsseldorf sei der Rechtsanwalt „ein bekannter Autor, Rechtsanwalt und Vortragsredner der extremen Rechten“.
So schrieb von Waldstein für verschiedene rechtsextreme Organe wie Nation und Europa und Staatsbriefe, in der geschichtsrevisionistischen Zeitschrift Deutschland in Geschichte und Gegenwart, im jungkonservativen Organ Zeitenwende sowie in den neurechten Blättern Elemente, Sezession und Junge Freiheit. Der Extremismusforscher Armin Pfahl-Traughber, der von Waldstein als ehemaligen „NPD-Aktivisten“ bezeichnet, rechnet dessen vielfach abgedruckte „Thesen zum Kapitalismus“ (1998) zur „rechtsextremistischen Kapitalismuskritik“. Der Sozialwissenschaftler Fabian Virchow (2000) machte in einigen von von Waldsteins Veröffentlichungen, erschienen in den Staatsbriefen (2001) und der JN-Zeitschrift Einheit und Kampf (1990), zudem einen der „extremen Rechten“ zugeneigten „Antiamerikanismus“ aus. In einem Rechtsgutachten des Wiener Rechtswissenschaftlers Heinz Mayer (2005) für die Welser Initiative gegen Faschismus und das Mauthausen Komitee Österreich wird ein Beitrag von Waldsteins in den AFP-Informationen von 1985 dahingehend kritisiert, dass dieser „die Zeit des Nationalsozialismus durchgängig in besonders zynischer Weise“ darstelle. So bezeichnete von Waldstein beispielsweise den Holocaust als „US-amerikanisches Kulturprodukt“. Wie der Historiker Hans Fenske rezensierte, diffamiere von Waldstein im 1994 durch Heinz-Theo Homann und Gerhard Quast herausgegebenen Jahrbuch zur Konservativen Revolution die Weimarer Republik als „das erste staatlich-organisierte liberalistische Abenteuer auf deutschem Boden“. 1945 wurde dies den Deutschen „zum zweitenmal zugemutet“. Ferner sei das heutige Deutschland „fremdbestimmt“, und die politikwissenschaftlichen Lehrstuhlinhaber in „Großwestdeutschland“ seien in ihren „versontheimerten Ideologieschrebergärten“ nur mittelmäßig. Es seien also „deutliche Reserven“ gegen die freiheitliche demokratische Grundordnung (FdGO) auszumachen, so Fenske. Auch in einem JF-Beitrag wandte er eine „unverhohlene Polemik“ gegen das Grundgesetz an, so Horst Meier.
Ein Schwerpunkt in seinem Wirken – über seine Dissertation hinausgehend – liegt in der Auseinandersetzung und Verbreitung der Thesen von Carl Schmitt („Kronjurist des Dritten Reiches“). So schrieb er 1992 in der rechtskonservativen Zeitung Junge Freiheit: „Die Bücher Carl Schmitts (…) sollten – wie ein guter schottischer Malzwhisky – pur genossen werden. Wer mit dem Grundgesetz unter dem Kopfkissen schläft, braucht Carl Schmitt nicht. Wer jedoch erkannt hat, dass die Verfassung das Gefängnis ist, in dem die res publica der Deutschen – gerade nach der kleinen Wiedervereinigung – gefangengehalten wird, greift gerade jetzt zu seinen Werken.“
Überdies trat von Waldstein als Referent bei der rechtsextremen Gesellschaft für freie Publizistik (GfP), einem Staatspolitischen Kongress des neurechten Instituts für Staatspolitik (IfS), dem rechtsextremen Deutschen Seminar und der politischen Akademie der rechtsextremen österreichischen Arbeitsgemeinschaft für demokratische Politik (AFP) auf. Er referierte ferner bei der NPD-nahen Deutschen Akademie, den „Bogenhausener Gesprächen“ der extrem rechten Burschenschaft Danubia München und dem Ausschuss für burschenschaftliche Arbeit (AfbA) bei der Burschenschaft Frankonia Erlangen.
1998 tauchte sein Name im Zusammenhang mit den „Intellektualisierungsbemühungen des Rechtsextremismus“ unter dem Stichwort „Nationalrevolutionäre Ideologie“ im Verfassungsschutzbericht des Bundesministeriums des Innern auf. Das Innenministerium des Landes Schleswig-Holstein führte ihn ebenso auf. 2003 wurde er in einer Studie zur Neuen Rechten des Innenministeriums NRW aufgenommen. Der Fachjournalist für Rechtsextremismus Anton Maegerle (2009) rechnet ihn – wie das Bundesministerium des Innern – ausdrücklich zur Neuen Rechten. Er sei ein „rechtsextreme[r] Ideologe“, so Maegerle (2004). Auch die Sozialwissenschaftler Thomas Pfeiffer (1999/2000) und Fabian Virchow (2007) nannten ihn einen „Rechtsextremisten“ bzw. „extrem Rechten“.
Seit 2017 trat er bei verschiedenen Veranstaltungen der vom Verfassungsschutz als „gesichert rechtsextrem“ eingestuften neurechten Denkfabrik Institut für Staatspolitik von Götz Kubitschek in Schnellroda auf.
2018 stritt Thor von Waldstein in der "Sezession" mit Siegfried Gerlich über die Position der "Neuen Rechten" zu Israel.

## Schriften (Auswahl)
Juristische Veröffentlichungen
- Das Verklarungsverfahren im Binnenschiffahrtsrecht (= Mannheimer Beiträge zum Binnenschiffahrtsrecht. Band 1). Dissertation. Binnenschiffahrts-Verlag, Duisburg 1992, ISBN 3-87078-037-1.
- mit Wilfrid Bemm: Rheinschiffahrtspolizeiverordnung. Kommentar (= Sammlung Guttentag). 3., neubearbeitete Auflage. de Gruyter, Berlin u. a. 1996, ISBN 3-11-014379-8.
- mit Hubert Holland: Binnenschiffahrtsrecht. Kommentar. Begründet von Otto Vortisch und Otto Zschucke, fortgeführt von Wilfried Bemm, 5., völlig neu bearbeitete Auflage. de Gruyter Recht, Berlin 2007, ISBN 978-3-89949-164-7.

Sonstige Beiträge
- Der NHB – Die Speerspitze. In: Gerd Knabe (Hrsg.): 20 Jahre NPD. Porträt einer jungen Partei. Winkelberg Verlag, Knüllwald-Nausis 1984, ISBN 3-924799-00-8, S. 66 f.
- Antipluralistisches Denken im Werk Carl Schmitts. In: Heinz-Theo Homann, Gerhard Quast (Hrsg.): Jahrbuch zur Konservativen Revolution. Mit einem Geleitwort von Armin Mohler, Verlag Anneliese Thomas, Köln 1994, ISBN 3-928415-15-8.
- Das Geld, die Macht und das Elend der politischen Klasse. Anmerkungen zur Lebenserwartung des Kapitalismus in Deutschland. In: Gesellschaft für freie Publizistik (Hrsg.): Mut zur Freiheit, 1848–1998. 150 Jahre Kampf um Selbstbestimmung und Einheit (= Veröffentlichungen der Gesellschaft für Freie Publizistik. 14). GFP, Oberboihingen 1998, ISBN 3-9805411-2-6, S. 77 ff.
- Die Pluralismuskritik in der Staatslehre von Carl Schmitt. Dissertation, Bochum 1989. Veröffentlicht in überarbeiteter Form unter dem Titel Der Beutewert des Staates. Carl Schmitt und der Pluralismus. Ares-Verlag, Graz 2008, ISBN 978-3-902475-33-6.
- Über Geschick und Ungeschick des Deutschen im Umgang mit der Politik. In: Heiko Luge (Hrsg.): Grenzgänge. Liber amicorum für den nationalen Dissidenten Hans-Dietrich Sander zum 80. Geburtstag. Ares-Verlag, Graz 2008, ISBN 978-3-902475-60-2, S. 19 ff.
- Politik, Parasiten und Paradoxon. Propädeutische Überlegungen für eine Bewältigung der BRD. In: Albrecht Jebens (Hrsg.): Eine Feder für Deutschland. Festschrift für Rolf Kosiek (= Veröffentlichungen der Stiftung Kulturkreis Zweitausend. Band 25). Hohenrain-Verlag, Tübingen 2014, ISBN 978-3-89180-142-0, S. 354 ff.
- Metapolitik. Theorie – Lage – Aktion. (= Kaplaken 46). Verlag Antaios, Schnellroda 2015, ISBN 978-3-944422-46-6.
- „Wir Deutsche sind das Volk“. Zum politischen Widerstandsrecht der Deutschen nach Art. 20 IV Grundgesetz in der „Flüchtlingskrise“. (= Institut für Staatspolitik, Wissenschaftliche Reihe 28). Institut für Staatspolitik, Steigra 2016, ISBN 978-3-939869-28-3.
- Die entfesselte Freiheit. Vorträge und Aufsätze wider die liberalistische Lagevergessenheit. Verlag Antaios, Schnellroda 2017, ISBN 978-3-944422-93-0.
- Wer schützt die Verfassung vor Karlsruhe? Kritische Anmerkungen zur neueren Rechtsprechung des Bundesverfassungsgerichts betr. den „ethnischen Volksbegriff“. (= Institut für Staatspolitik, Wissenschaftliche Reihe 34). Institut für Staatspolitik, Steigra 2017, ISBN 978-3-939869-34-4.
- Macht und Öffentlichkeit. (= Kaplaken 53). Verlag Antaios, Schnellroda 2018, ISBN 978-3-944422-53-4.
- Der Zauber des Eigenen. Volk und Nation in der deutschen Geistesgeschichte. Manuscriptum, Lüdinghausen 2021, ISBN 978-3-948075-62-0.
- Der Rechtsstaat nach seinem Ende. (= Kaplaken 91). Verlag Antaios, Schnellroda 2024, ISBN 978-3-949041-91-4.